# Anne Ramoni
Anne Ramoni, née à Lausanne le 21 août 1964, est une chanteuse soprano et enseignante vaudoise.

## Biographie
Anne Ramoni passe son enfance à Madagascar, de 1966 à 1978, effectuant sa scolarité dans les écoles françaises. Elle cultive son goût et son talent pour la musique dans le cadre familial, où elle apprend la flûte à bec et le solfège avec sa mère. En 1978, c'est le retour en Suisse, et Anne Ramoni fréquente le gymnase d’Yverdon-les-Bains, où elle passe un bac scientifique en 1983. Durant cette période, elle commence véritablement à étudier la musique, d'abord le piano, puis le chant. Anne Ramoni cherche ensuite sa voie, entre le chant et la médecine. Elle obtient en 1984 un diplôme de soins infirmiers à la clinique de la Source à Lausanne et travaille comme infirmière tout en étudiant la musique au Conservatoire de Lausanne, dans les classes pré-professionnelles et professionnelles de Jane Mayfield. Elle mène de front ses deux carrières jusqu'au milieu des années 1990, mais après un diplôme d'enseignement du chant au Conservatoire de Lausanne en 1995 et un diplôme supérieur de chant au même endroit en 1996, elle arrête définitivement sa carrière d'infirmière en 1998 et obtient sa virtuosité de chant à Genève en 1999, dans la classe de Maria Diaconù.
Anne Ramoni ne se cantonne pas à un seul genre, mais explore au contraire tous les horizons musicaux, les travaillant avec de nombreuses personnalités musicales contemporaines  la technique avec Anthony Rolfe Johnson à Londres ; la question du son et de l'écoute avec Tomatis à Paris; la musique contemporaine avec François Margot, Jean Balissat et Dominique Gesseney-Rappo (avec lequel elle enregistre en 1999 le disque Le signe de Sarepta) ; la comédie musicale avec Denise Bregnard; la mélodie française avec Hugues Cuénod; le répertoire romantique avec Michel Tabachnik et Isabelle Henriquez. Dès 2010, elle se tourne enfin vers une interprétation vocale plus lyrique, et chante la symphonie Lobgesang de Mendelssohn et les Vier letzte Lieder de Richard Strauss.
Chargée de la technique vocale auprès du Chœur universitaire de Lausanne entre 1995 et 2006, elle y perfectionne sa compétence de maître de chant auprès des choristes dirigés par Jean-Christophe Aubert. Elle intervient depuis lors dans la formation des futurs chefs de chœur pour l'Association Vaudoise des Directeurs de Chœurs, la Société Suisse de Pédagogie Musicale ou l’Association des Professeurs de Chant de Suisse. Depuis, une partie importante de son activité professionnelle se passe au chevet des chœurs et de leurs chefs partout en Suisse romande, comme René Falquet qu'elle assiste à la direction du Grand Atelier d’A Cœur Joie, ou Pascal Mayer au sein du Chœur Pro Arte à Lausanne. Elle accueille également pour des cours privés des élèves amateurs, choristes pour la plupart. Enfin, elle donne régulièrement des conférences, des séminaires et des retraites à Crêt-Bérard, où elle explore les liens entre voix et spiritualité.
Anne Ramoni est régulièrement invitée à s’exprimer sur les ondes, on peut l’entendre dans des émissions de la Radio suisse romande comme Radio Paradiso ou Disques en Lice. Enfin, elle est l’initiatrice de l’action « 3 minutes de silence par semaine pour la paix dans le monde ».

## Sources
- « Anne Ramoni », sur la base de données des personnalités vaudoises sur la plateforme « Patrinum » de la Bibliothèque cantonale et universitaire de Lausanne.
- Dutruy, Bernard, « Sous la loupe: Anne Ramoni, soprano », A l'unisson, n° 55, 2010/09.